# Louis Van De Perck
Jan Lodewijk „Louis” Van De Perck (ur. 14 października 1889 w Hoboken, zm. 30 listopada 1953 w Kapellen) – belgijski łucznik, czterokrotny medalista olimpijski.
Van De Perck startował na Letnich Igrzyskach Olimpijskich 1920 w Antwerpii.  Podczas tych igrzysk sportowiec sklasyfikowany został w czterech konkurencjach i we wszystkich zdobył medale olimpijskie (srebro – mały ptak indywidualnie i duży ptak indywidualnie a złoto – mały ptak drużynowo i duży ptak drużynowo). W konkurencji „małego ptaka” przegrał tylko z Edmondem Van Moerem, a w zawodach „dużego ptaka” pokonany został tylko przez Edmonda Cloetensa. Wszystkie te konkurencje były jednak słabo obsadzone; w zawodach indywidualnych startowało tylko sześciu Belgów, a w drużynowych tylko drużyna Belgii (wyniki w konkurencjach drużynowych były liczone na podstawie wyników indywidualnych).